# Ковзанярський спорт на зимових Олімпійських іграх 2022 — 1500 метрів (жінки)
Змагання з ковзанярського спорту на дистанції 1500 метрів серед жінок на зимових Олімпійських іграх 2022 відбулися 7 лютого на Національному ковзанярському стадіоні в Пекіні (Китай).
Чинна олімпійська чемпіонка і чемпіонка 2010 року Ірен Вюст кваліфікувалася на Олімпіаду, як і срібна медалістка Ігор-2018 і володарка світового рекорду Міхо Такаґі. Бронзова призерка 2018 року Марріт Ленстра завершила спортивну кар'єру. Раґне Віклунд виграла Чемпіонат світу на окремих дистанціях 2021 року на дистанції 1500 м, а Бріттані Боу і Євгенія Лаленкова вибороли, відповідно, срібну і бронзову нагороди. Аяно Сато очолює залік Кубка світу 2021–2022 після чотирьох змагань на 1500 м, що відбулися перед Олімпійськими іграми. За нею розмістилися Боу і Такаґі. 5 грудня 2021 року в Солт-Лейк-Сіті Такаґі показала найкращий час сезону - 1:49.99.

## Рекорди
Перед Олімпійськими іграми світовий і олімпійський рекорди були такі:
| Світовий рекорд     | Міхо Такаґі (JPN)    | 1:49.83 | Солт-Лейк-Сіті (США) | 10 березня 2019 |
| Олімпійський рекорд | Йорін тер Морс (NED) | 1:53.51 | Сочі (Росія)         | 16 лютого 2014  |

## Результати
| Місце | Пара | Доріжка | Ім'я                    | Країна                     | Час     | Відставання | Нотатки |
| ----- | ---- | ------- | ----------------------- | -------------------------- | ------- | ----------- | ------- |
| 1     | 12   | I       | Ірен Вюст               | Нідерланди                 | 1:53.28 |             | OR      |
| 2     | 15   | O       | Міхо Такаґі             | Японія                     | 1:53.72 | +0.44       |         |
| 3     | 11   | I       | Антуанетте де Йонг      | Нідерланди                 | 1:54.82 | +1.54       |         |
| 4     | 13   | I       | Аяно Сато               | Японія                     | 1:54.92 | +1.64       |         |
| 5     | 9    | I       | Марейке Ґруневауд       | Нідерланди                 | 1:54.97 | +1.69       |         |
| 6     | 13   | O       | Франческа Лоллобриджида | Італія                     | 1:55.20 | +1.92       |         |
| 7     | 15   | I       | Єлизавета Голубєва      | Олімпійський комітет Росії | 1:55.30 | +2.02       |         |
| 8     | 10   | O       | Нана Такаґі             | Японія                     | 1:55.34 | +2.06       |         |
| 9     | 7    | I       | Євгенія Лаленкова       | Олімпійський комітет Росії | 1:55.74 | +2.46       |         |
| 10    | 14   | I       | Бріттані Боу            | США                        | 1:55.81 | +2.53       |         |
| 11    | 10   | I       | Хань Мей                | Китай                      | 1:56.08 | +2.80       |         |
| 12    | 14   | O       | Раґне Віклунд           | Норвегія                   | 1:56.46 | +3.18       |         |
| 13    | 12   | O       | Івані Блонден           | Канада                     | 1:56.49 | +3.21       |         |
| 14    | 11   | O       | Надія Морозова          | Казахстан                  | 1:56.85 | +3.57       |         |
| 15    | 9    | O       | Їнь Ці                  | Китай                      | 1:57.00 | +3.72       |         |
| 16    | 4    | O       | Катерина Слоєва         | Білорусь                   | 1:58.41 | +5.13       |         |
| 17    | 6    | O       | Ахенаер Адаке           | Китай                      | 1:58.59 | +5.31       |         |
| 18    | 7    | O       | Катерина Айдова         | Казахстан                  | 1:59.01 | +5.73       |         |
| 19    | 8    | O       | Наталія Червонка        | Польща                     | 1:59.03 | +5.75       |         |
| 20    | 5    | I       | Мія Манганелло          | США                        | 1:59.11 | +5.83       |         |
| 21    | 8    | I       | Нікола Здрагалова       | Чехія                      | 1:59.54 | +6.26       |         |
| 22    | 4    | I       | Олена Сохрякова         | Олімпійський комітет Росії | 1:59.58 | +6.30       |         |
| 23    | 5    | O       | Марина Зуєва            | Білорусь                   | 1:59.82 | +6.54       |         |
| 24    | 6    | I       | Меддісон Пірмен         | Канада                     | 1:59.89 | +6.61       |         |
| 25    | 3    | O       | Міхелле Уріг            | Німеччина                  | 2:00.20 | +6.92       |         |
| 26    | 1    | O       | Хуан Ютін               | Китайський Тайбей          | 2:00.78 | +7.50       |         |
| 27    | 1    | I       | Еллія Смедінґ           | Велика Британія            | 2:01.09 | +7.81       |         |
| 28    | 3    | I       | Софіе Кароліне Геуґен   | Норвегія                   | 2:01.57 | +8.29       |         |
| 29    | 2    | I       | Сандрін Тас             | Бельгія                    | 2:03.39 | +10.11      |         |
| 30    | 2    | O       | Магдалена Чищонь        | Польща                     | 2:05.64 | +12.36      |         |